# Geldeinzahlungsautomat
Ein Geldeinzahlungsautomat ist ein Geldautomat, an dem entweder nur Bargeld eingezahlt oder auch ausgezahlt werden kann.

## Kombinierte Geräte
Bei einigen technischen Lösungen wird der Geldvorrat des Automaten durch jede Einzahlung wieder aufgefüllt, so dass das betreibende Kreditinstitut/Behörde/Unternehmen seltener Geld durch Personal nachfüllen lassen muss. Dieses Verfahren wird auch Cash Recycling genannt.

## Reine Einzahlungsautomaten
In verschiedenen Bereichen kommen auch reine Einzahlungsautomaten zum Einsatz, etwa bei der Gebührenkassierung in Behörden, Parkhauskassen oder als Eintrittsautomaten.

## Münz- und Scheinprüfung
In Automaten älterer Bauart musste der Geldbestand regelmäßig auf Falschgeld kontrolliert werden, so dass der erhoffte Kostenvorteil dadurch nur eingeschränkt wirksam wurde. Jedoch hatten diese Systeme eine effektive Trennung der eingezahlten Gelder, z. B. durch Tüten oder Wertkassetten, so dass eine genaue Zuordnung der Gelder zu den Kunden möglich wurde. Moderne Münz- und Scheinprüfer bieten eine nahezu 100%ige Erkennungssicherheit für Falschgeld. Dabei werden pro Schein mehr als 60.000 Punkte elektronisch geprüft, in der Regel auch Sicherheitsmerkmale, die mit bloßem Auge nicht zu erkennen sind, z. B. Magnetismus.
In der Regel werden fehlerhafte und unpassende Münzen nicht angenommen. Selten kommt es vor, dass falsche oder gefälschte Münzen doch irrig angenommen werden.